# 朝阳乡 (宝清县)
朝阳乡，是中华人民共和国黑龙江省双鸭山市宝清县下辖的一个乡镇级行政单位。

## 行政区划
朝阳乡下辖以下地区：
朝阳村、红旗村、红升村、红日村、曙光村、灯塔村、丰收村、合兴村、东兴村、东胜村、东旺村和东方红林场。